# شهرستان هنریکو (ویرجینیا)
شهرستان هنریکو، ویرجینیا (به انگلیسی: Henrico County, Virginia) یک سکونتگاه مسکونی در ایالات متحده آمریکا است که در ویرجینیا واقع شده‌است.

## خصوصیات
شهرستان هنریکو ۶۳۴٫۵۵ کیلومترمربع مساحت دارد.